# NGC 6014
NGC 6014 في الفهرس العام الجديد، هي مجرة، تقع في كوكبة الحية. اكتشفت في 24 أبريل 1830 بواسطة جون هيرشل.

## روابط خارجية
- NGC 6014 على موقع ويكي سكاي: DSS2, SDSS, GALEX, IRAS, Hydrogen α, X-Ray, Astrophoto, Sky Map, Articles and images